# World Snowboarding Federation
Die World Snowboarding Federation oder WSF ist eine weltweite Dachorganisation für Snowboardverbände. Sie führt die offiziellen Wertungen der Ticket to Ride World Snowboard Tour (TTR), verwaltet einen Stamm von mittlerweile über 60.000 Mitgliedern und organisiert Veranstaltungen rund um die Welt.

## Geschichte
Nach dem Konkurs der International Snowboarding Federation (ISF) im Juni 2002 fanden sich mehrere Vertreter verschiedener Verbände in München zusammen, um die Zukunft des professionellen Snowboardsports zu diskutieren. Am 10. August 2002 wurde daher unter Leitung von Verbänden aus Japan und Norwegen die World Snowboarding Federation gegründet, welche nach einer letzten Sitzung im November 2002 in Wien ihre Arbeit aufnahm. Nach dem Vorbild der ISF setzte man es sich als Aufgabe, die ursprüngliche Entwicklung des Sports fortzusetzen und entsprechende Interessen zu vertreten. Bald schloss sich die WSF mit der TTR zusammen, eine Liga, welche sich nach dem Zusammenbruch der ISF entwickelte und als direkte Konkurrenz zu Bewerben von der FIS gesehen werden kann, welche maßgeblich an der Schließung der ISF beteiligt war.
Vorsitzender der Organisation mit Hauptsitz in Prag ist Gunnar Tveit, seit 2006 gibt es jedoch auch weitere Büros in Norwegen, Italien, Russland, Tschechien und Japan, welche eng zusammenarbeiten.

## Aufgaben
In erster Linie verbindet die WSF die nationalen und regionalen Dachverbände weltweit und arbeitet mit diesen gemeinsam an der Weiterentwicklung des Sports, speziell in den Punkten Wettbewerbe, Shaping (Erstellen von Hindernissen und Sprüngen), Bildung (Lawinenkurse, Fremdsprachen & Medientraining für Nachwuchsfahrer etc.) und Einbindung der Fahrer, Trainer und Verbände in Entscheidungen.
Die WSF selbst ist stark involviert in der Förderung junger Talente, hierfür wird seit 2003 jährlich in Kooperation mit der TTR eine Tour veranstaltet, für welche sich jeder Fahrer unter 18 anmelden kann – es werden keine Sponsoren oder ähnliches benötigt, um daran teilnehmen zu können. Die besten Fahrer können nach entsprechenden Ergebnissen an renommierten Bewerben der TTR teilnehmen und damit auch Punkte sammeln. Der vierfache TTR-Gesamtsieger Peetu Piiroinen war beispielsweise Teilnehmer und auch Sieger dieses Programms (World Rookie Tour) im Jahr.
Eine ebenso wichtige Aufgabe der WSF ist auch die Förderung und Entwicklung einer Liga für behinderte Snowboarder (Adaptive Snowboarding). Es werden Camps und Bewerbe veranstaltet und auch die technologische Entwicklung wird gefördert, welche in Kooperation mit nationalen Verbänden und diversen Firmen vorangetrieben wird.
Seit 2012 werden alle vier Jahre zusammen mit der TTR eine gemeinsame Weltmeisterschaft veranstaltet.